# Lex loci laboris
Lex loci laboris (lat. = Gesetz des Arbeitsortes) ist ein juristischer Fachbegriff aus dem internationalen Privatrecht. Es bezeichnet das Prinzip, dass dasjenige Recht angewandt werden soll, das am jeweiligen Arbeitsort gilt. Relevant wird dies unter anderem bei der Entsendung von Arbeitnehmern ins Ausland.

## Sonstiges
- Latein im Recht